# آیرون‌هارت (مجموعه تلویزیونی)
آیرون‌هارت (به انگلیسی: Ironheart) یک مجموعهٔ تلویزیونی آمریکایی بر پایهٔ شخصیتی به همین نام از مارول کامیکس است که توسط چاینانکا هاچ برای سرویس استریم دیزنی پلاس ساخته شده‌است. این سریال به عنوان بخشی از مجموعه‌های تلویزیونی دنیای سینمایی مارول تداوم فیلم‌های این فرنچایز را به اشتراک می‌گذارد و توسط مارول استودیوز، پراکسیمیتی مدیا و تلویزیون بیستم تولید شده‌است.
دومینیک تورن در نقش ریری ویلیامز / آیرون‌هارت در این سریال بازی می‌کند. این سریال در دسامبر ۲۰۲۰ به همراه نقش تورن معرفی شد. هاج در آوریل ۲۰۲۱ استخدام شد و همچنین سرنویسندهٔ این سریال است؛ بازیگران اضافی در فوریه ۲۰۲۲ اعلام شدند. سم بیلی و آنجلا بارنز برای کارگردانی در آوریل ۲۰۲۲ به پروژه پیوستند و تصویربرداری اصلی در تریلیث استودیوز در آتلانتا، جورجیا از اوایل ژوئن ۲۰۲۲ آغاز شد، که همچنین در شیکاگو انجام خواهد شد و قرار است تا اواسط اکتبر ۲۰۲۲ ادامه یابد.
آیرون‌هارت شامل شش قسمت خواهد بود. این بخشی از فاز پنجم دنیای سینمایی مارول خواهد بود.

## بازیگران و شخصیت‌ها
- دومینیک تورن در نقش ریری ویلیامز / آیرون‌هارت: مخترع نابغه‌ای که زرهی می‌سازد که با زرهٔ تونی استارک / آیرون‌من در رقابت است.[۱]

علاوه بر این، آنتونی راموس، هارپر آنتونی، و منی منتانا در نقش‌های نامشخصی  انتخاب شده‌اند و لیریک راس نقش بهترین دوست آیرون‌هارت بازی می‌کند.

## طرح مجموعه
این مجموعه از شش قسمت تشکیل شده‌است که سم بیلی کارگردانی سه قسمت اول و آنجلا بارنز سه قسمت آخر را بر عهده دارند.

## تولید

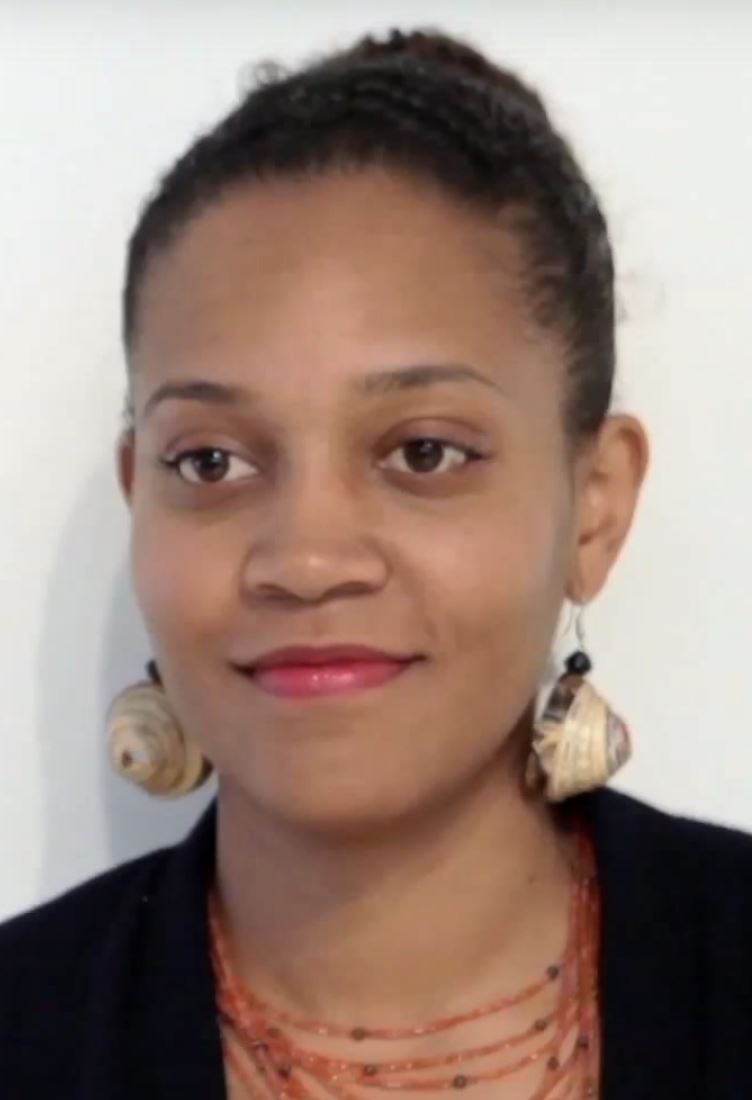
ویدیوی برش خورده از Chinaka Hodge در مصاحبه ای برای / هیپ هاپ بیمار در اکتبر 2014

### توسعه
فیلمنامه‌ای توسط جادا رودریگز برای یک فیلم بر پایهٔ شخصیت ریری ویلیامز / آیرون‌هارت از مارول کامیکس، نوشته شده بود که در ژوئیه ۲۰۱۸ در فهرست وبسایت بلک‌لیست قرار گرفت، اگرچه پروژه هرگز محقق نشد. کوین فایگی رئیس استودیو مارول، در دسامبر ۲۰۲۰ سریال تلویزیونی آیرون‌هارت را برای دیزنی پلاس معرفی کرد. چایناکا هاج در آوریل ۲۰۲۱ به عنوان سرنویسندهٔ این مجموعه استخدام شد. در مارس ۲۰۲۲، بازیگر سریال آنتونی راموس فاش کرد که رایان کوگلر، کارگردان فیلم پلنگ سیاه (۲۰۱۸) و دنباله آن پلنگ سیاه: واکاندا تا ابد (۲۰۲۲) در تولید نقش داشته‌است. ستاره دومینیک تورن برای نخستین بار در نقش ریری ویلیامز / آیرون‌هارت در واکاندا برای همیشه ظاهر می‌شود. پراکسیمیتی مدیا، کمپانی تولید کوگلر، برای همکاری در کنار مارول استودیوز روی مجموعه‌های منتخب دیزنی پلاس به عنوان بخشی از قرارداد با تلویزیون والت دیزنی آغاز به کار کرد و در آوریل تأیید شد که این سریال را تولید می‌کند. تلویزیون بیستم از ژوئن ۲۰۲۲ نیز تولید این سریال را بر عهده گرفت. آیرون‌هارت از شش قسمت تشکیل خواهد شد. تهیه‌کنندگان اجرایی این مجموعه عبارتند از فایگی ، لوئیس دیسپوزیتو، ویکتوریا آلونسو، براد ویندربام، و زوئی ناگلهوت، کوگلر، زینزی کوگلر و سو اوهانیان از پراکسیمیتی مدیا و هاج.

### نویسندگی
قرار بود اتاق نویسندگان سریال در ماه مه ۲۰۲۱ آغاز شود.

### نقش‌ها
پس از اینکه مارول استودیوز بدون تست بازیگری به دومینیک تورن پیشنهاد بازی در نقش ریری ویلیامز / آیرون‌هارت را داد، سریال رسماً اعلام شد. آنتونی راموس در فوریه ۲۰۲۲ در یک «نقش کلیدی» نامشخص به سریال پیوست، که طبق گزارش‌ها، شرور اصلی سریال خواهد بود. ددلاین هالیوود گزارش داد که این نقش به پروژه‌های دیگر دنیای سینمایی مارول گسترش خواهد یافت، طوری که برای مثال جاناتان میجرز در نخستین فصل لوکی (۲۰۲۱)، پیش از حضورش در نقش کانگ فاتح در مرد مورچه‌ای و زنبورک: شیدایی کوانتومی (۲۰۲۳) ظاهر شد. در اواخر همان ماه، لیریک راس به عنوان بهترین دوست ویلیامز انتخاب شد. هارپر آنتونی در آوریل، و منی منتانا در ژوئن در نقش‌های نامشخصی به بازیگران پیوستند.

### فیلمبرداری
فیلمبرداری این سریال در اواخر ماه مه ۲۰۲۲ در شیکاگو انجام شد تا نماهای صفحه و نمای معرف خارجی را ثبت کند. تصویربرداری اصلی در ۲ ژوئن در تریلیث استودیوز در آتلانتا، جورجیا، تحت عنوان کاری آدمِ زرنگ (Wise Guy) با کارگردانی بیلی و بارنز آغاز شد. فیلمبرداری همچنین در شیکاگو انجام شد، و انتظار می‌رود تا ۲۱ اکتبر ادامه یابد. دومنیک تورن  در نقش ریری ویلیامز/آیرون‌هارت 19ژانویه 2024خبر داد که فیلمبرداری این سریال تمام شده است.

## انتشار
آیرون‌هارت قرار است به عنوان بخشی از فاز پنجم دنیای سینمایی مارول در دیزنی پلاس منتشر شود و شامل شش قسمت خواهد بود.